# Am Hohlenweg
Am Hohlenweg war eine Ortslage in der bergischen Großstadt Wuppertal, Stadtteil Elberfeld. Die zuvor freistehende Ortslage ist Mitte des 19. Jahrhunderts in der innerstädtischen Bebauung Elberfelds aufgegangen und der Name Am Hohlenweg ist als eigenständige Bezeichnung für diese Ortslage mehrheitlich nicht mehr im Bewusstsein der Bevölkerung vorhanden.

## Lage und Beschreibung
Die Ortslage lag im Bereich der Straße Johannisberg im Süden des Wohnquartiers Elberfeld-Mitte im Stadtbezirk Elberfeld auf einer Höhe von 157 m ü. NHN. Die Ortslage ist heute von dem Wilhelm-Dörpfeld-Gymnasium und einem Verwaltungsgebäude der Stadtsparkasse Wuppertal überbaut.

## Geschichte
Die Ortslage ist auf Stadtplänen des 18. Jahrhunderts beschriftet, so auf der Karte Elverfeldt im Prospect von Nordl. Seite von 1760, Elverfeldt in Ad 1769 und Stadt Elverfeldt im Jahre 1771. Auf späteren Karten, wie der Topographischen Aufnahme der Rheinlande von 1824 und der Preußischen Uraufnahme von 1843, ist diese Ortslage unbeschriftet am Rande der sich ausbreitenden städtischen Bebauung eingezeichnet.
1815/16 lebten im Ort 13 Einwohner. 1832 gehörte der Ort zur Holz und Eichholzer Rotte des ländlichen Außenbezirks des Kirchspiels und der Stadt Elberfeld. Der laut der Statistik und Topographie des Regierungsbezirks Düsseldorf als Einzelne Häuser kategorisierte Ort besaß zu dieser Zeit drei Wohnhäuser und ein landwirtschaftliches Gebäude.
Die heutige Straße Johannisberg war im 19. Jahrhundert Teil der Kölner Straße. So hieß in Elberfeld der alte Handelsweg zwischen Köln bzw. dem Rhein und der damals selbstständigen Stadt Elberfeld, der im 19. Jahrhundert zur Provinzialstraße Elberfeld–Hitdorf ausgebaut wurde. Im Hohlenweg lag an dieser stark frequentierten Chaussee, die als Staatsstraße klassifiziert war. Der Name Am Hohlenweg geht vermutlich auf die Lage an dem Hohlweg des Vorgängers der Staatsstraße zurück, die 1853 in diesem Bereich als sich stark neigende Straße beschrieben wurde.